# 제1차 회흐슈테트 전투
제1차 회흐슈테트 전투(독일어: Erste Schlacht bei Höchstädt)는 1703년 9월 20일 바바리아(Bavaria)에 있는 회흐슈테트(Höchstädt) 근처에서 벌어진 전투로써 빌라르(Villars)원수 지휘하의 프랑스-바바리아 연합군이 림뷔르흐 스티럼(Limburg Styrum)장군 휘하의 오스트리아군에 대항하여 승리를 거두었다.

## 서막
9월 5일 바덴-바덴 마르그레브 루트비히 빌헬름(Louis William, Margrave of Baden-Baden) 휘하의 황제군 주력은 아우크스부르크(Augsburg)의 자유 도시를 함락했고, 바바리아를 서쪽에서 위협했다. 바덴의 루트비히는 다뉴브강의 북쪽에 스티럼 휘하 16,000명의 병력을 남겼고, 이들은 동쪽으로 이동하여 9월 19일 회흐슈테트에 도착했다. 빌라르와 바바리아 선제후 막시밀리안 2세 에마누엘(Maximilian II Emanuel, Elector of Bavaria)은 그들의 병력 17,000명으로 스티럼의 군대를 저지하기 위해 움직였고, 또 다른 두손(d'Usson)휘하의 7,000명의 프랑스군에게 딜링겐(Dillingen) 근처에서 배후를 공격하게 했다.

## 전투
이 계획은 두손이 공격을 너무 빨리하고 병력이 너무 적은 그의 병력이 스티럼에게 반격을 당함으로써 실패했다. 그러나 빌라르와 막시밀리안 2세 에마누엘은 제때에 도착하여 황제군이 전선을 재정비하기 전에 그들을 격파했다. 안할트-데사우 공작 레오폴트 1세(Leopold I, Prince of Anhalt-Dessau) 휘하의 배후 부대가 끈질기게 저항해 스티럼은 간신히 그의 군대를 지켜냈고, 그들은 간신히 뇌르틀링겐(Nordlingen)으로 퇴각할 수 있었다.
오스트리아군은 5000명의 전사자를 기록했고 37대의 대포와 군용마차 대다수가 포획되었다. 프랑스군과 바바리아군은 1000명이 전사했다.
다음해에 회흐슈타트 제2차 전투가 벌어졌는데 이는 영어로 블레넘 전투(Battle of Blenheim)로 알려져 있다.